# Gymnothorax undulatus
Cá lịch vân sóng (danh pháp khoa học: Gymnothorax undulatus) là một loài cá lịch biển thuộc chi Cá lịch trần. Loài này được tìm thấy ở Ấn Độ Dương-Thái Bình Dương và phía đông-giữa Thái Bình Dương dưới độ sâu lên tới 30 m. Chiều dài của chúng có thể lên đến 1,5 m.